# Citroensnedemycena
De citroensnedemycena (Mycena citrinomarginata) is een schimmel die behoort tot de familie Mycenaceae. Hij leeft saprotroof op de grond in bossen (loofbos en gemengd bos), jeneverbesstruwelen, droge graslanden en vochtige hooilanden.

## Kenmerken

### Uiterlijke kenmerken
Hoed
De hoed heeft een diameter van 5 tot 20 mm. De vorm is conisch, breed conisch of convex. De hoed is geribbeld, doorschijnend gestreept. Het is hygrofaan. De ondergrond is kaal, soms wat glibberig, met een zeer variabele kleur. Het kan lichtgeel, groengeel, olijfgeel, puur geel, geelachtig met een bruinachtige tint grijs, grijsgroen of grijsachtig met een gele tint zijn. Het is donkerder in het midden, lichter aan de rand.
Lamellen
De lamellen zijn soms aflopend met een korte tand. De kleur is wit met een karakteristieke citroen- tot helder gele snede. In totaal rijken 15 tot 21 in lamellen tot aan de steel. 
Steel
De steel heeft een lengte van 25 tot 85 mm en een dikte van 0,5 tot 1 mm. De steel is hol van binnen, bros, cilindrisch, licht uitlopend aan de basis, recht of gebogen. Het gehele oppervlak is licht behaard en glanzend. De kleur is lichter in het bovenste gedeelte dan het onderste gedeelte. Het bovenste gedeelte is lichtgeel, groengeel, olijfgroen, grijsachtig. Het onderste gedeelte is geelbruin tot grijsbruin of sepiabruin. De basis is meestal dicht bedekt met lange, dikke, flexibele, witachtige haren. Onder de microscoop verschijnen deze haren als cilindrische cellen met een lengte van ten minste 200 µm.

### Microscopische kenmerken
De basidia zijn 23–32 × 8–10 µm, knotsvormig en bevatten vier sporen. De basidiospore zijn glad, amyloïde en meten 8–14,5 × 4,5-6 µm. De cheilocystidia zijn knotsvormig tot spoelvormig, met een inhoud variërend van geel tot kleurloos en meten 30–65 × 5–18 µm. Pleurocystidia zijn afwezig. De gespen zijn aanwezig in de hyfen van alle delen van de schimmel.

## Verspreiding
De citroensnedemycena komt het meest voor in Europa en Noord-Amerika. Sporadisch wordt het ook hierbuiten aangetoffen. In Nederland komt hij matig algemeen voor. Hij staat op de rode lijst in de categorie 'Bedreigd'.

## Foto's

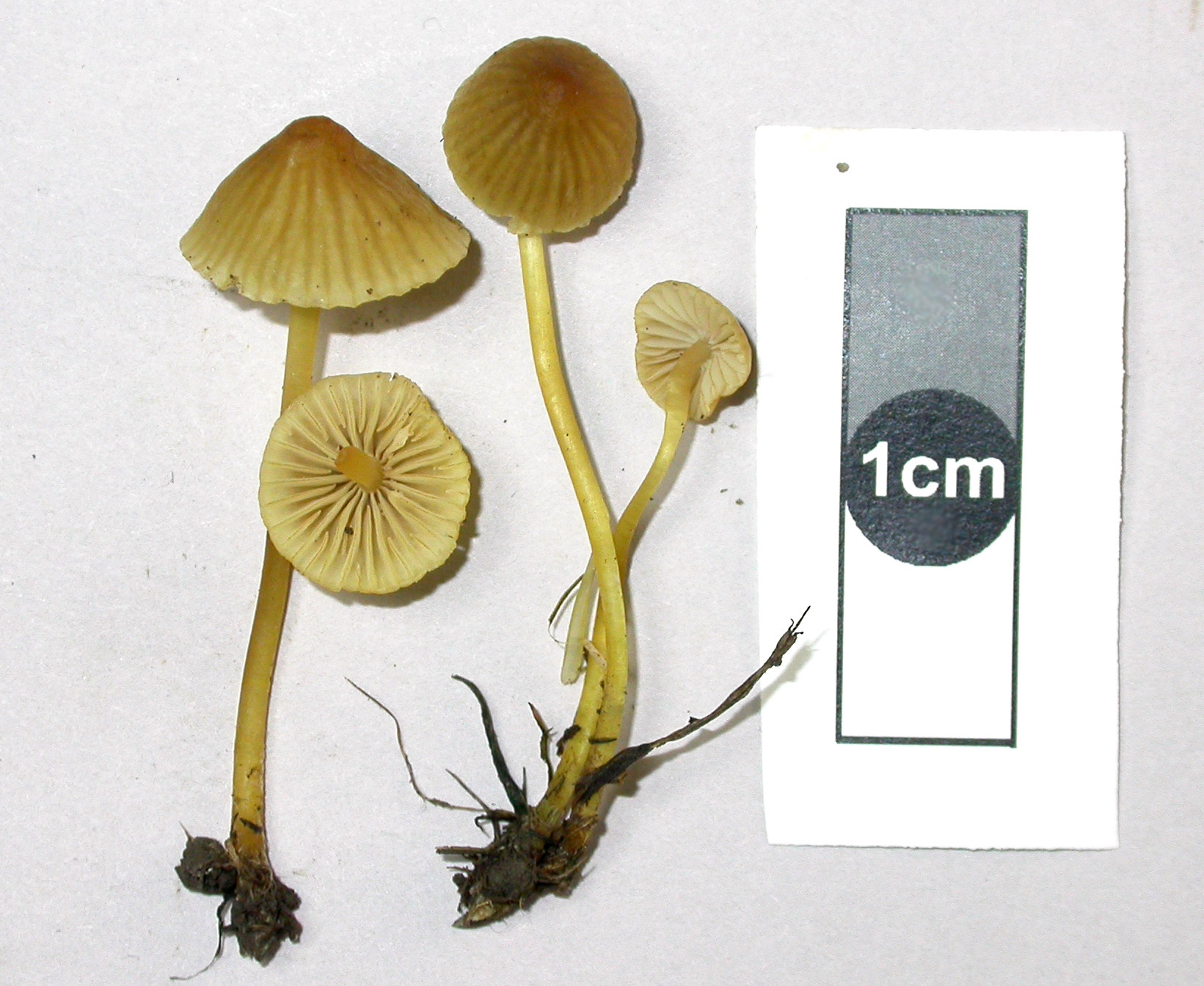
Exemplaren
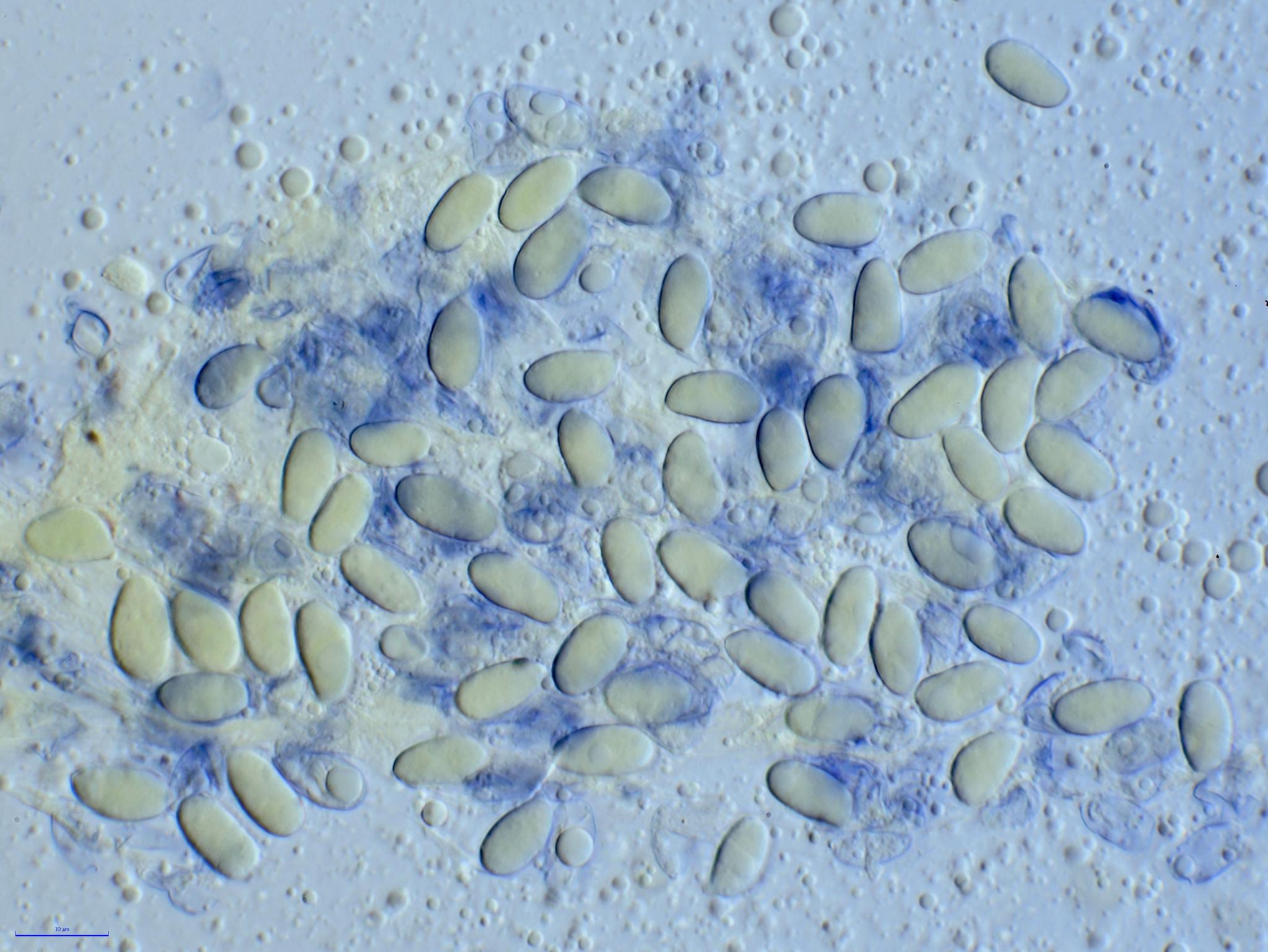
Sporen
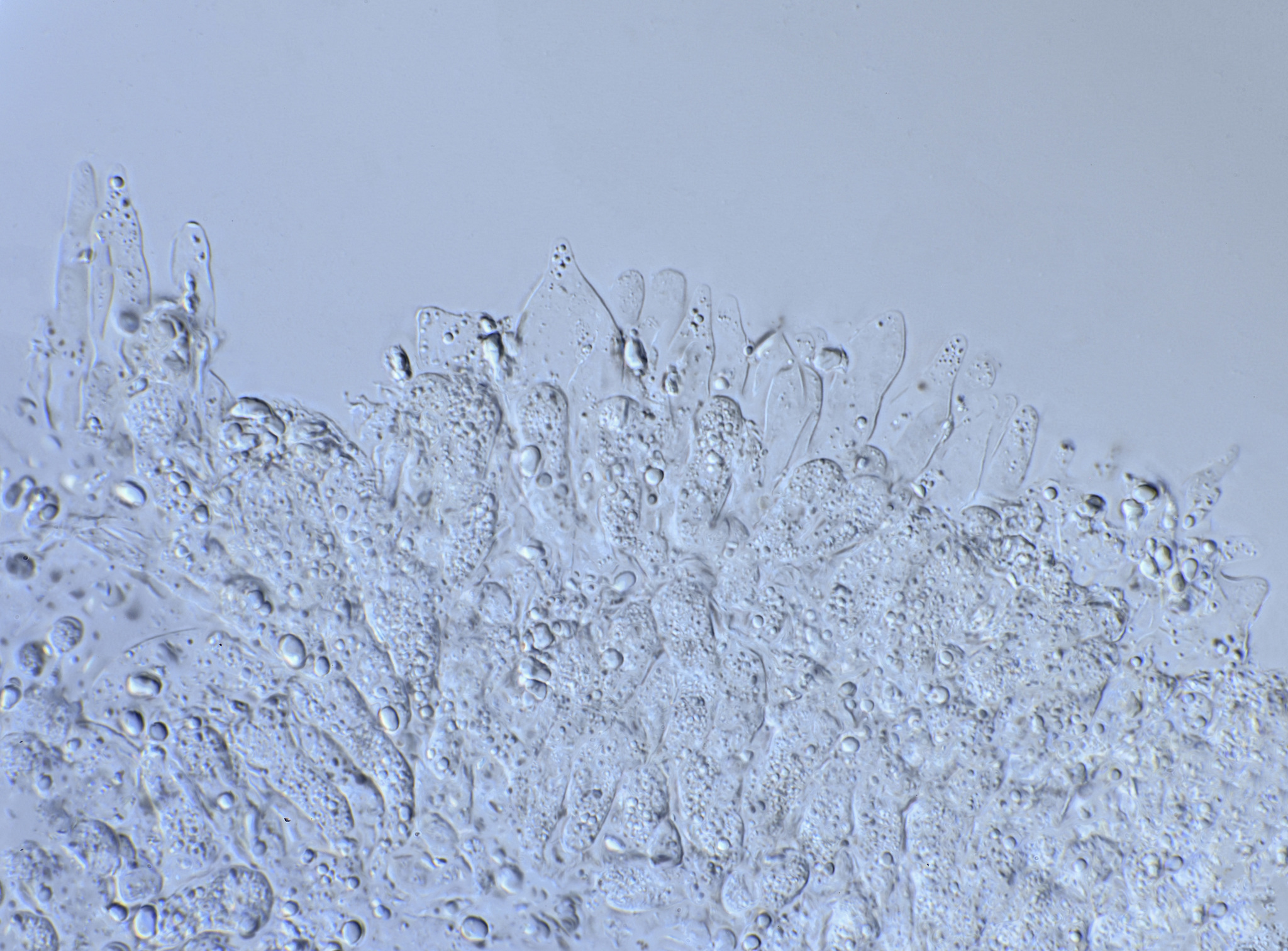
Cheilocystidia